# 季米里夫卡
50°41′52″N 31°56′29″E / 50.69778°N 31.94139°E
季米里夫卡（烏克蘭語：Димирівка），是烏克蘭的村落，位於該國北部切爾尼戈夫州，由普里盧基區負責管轄，始建於1600年，面積0.47平方公里，海拔高度130米，2001年人口36，人口密度每平方公里76.6人。